# Guardiaregia

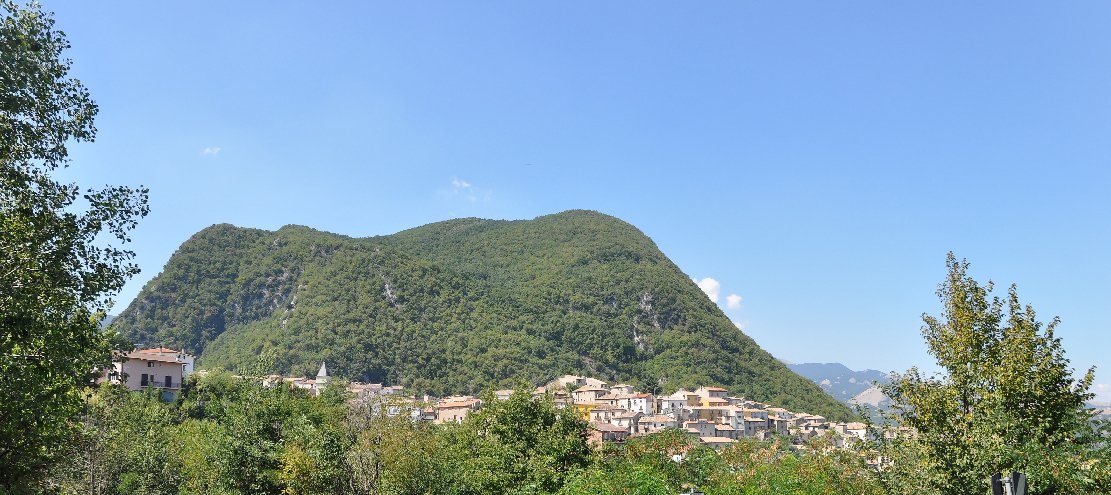
Guardiaregia 2012

Guardiaregia ist eine italienische Gemeinde (comune) in der Provinz Campobasso in der Region Molise. Die Gemeinde liegt etwa Kilometer von Campobasso, hat 689 Einwohner (Stand 31. Dezember 2023) und grenzt unmittelbar an die Provinzen Benevento und Caserta. Im Gemeindegebiet liegt ein 21,87 Quadratkilometer großes Naturreservat, das vom World Wildlife Fund Italien betreut wird (Oasi WWF di Guardiaregia).

## Verkehr
Im Norden der Gemeinde verläuft die Strada Statale 87 Sannitica von Benevento nach Termoli.